# Абасова Тамілла Рашидівна
Абасова Тамілла Рашидівна (9 грудня 1982) — російська велогонщиця.
Срібна призерка Олімпійських Ігор 2004 року в спринті.
Срібна призерка Чемпіонату світу з трекових велоперегонів 2005 року в спринті.